# 宝莲·高黛
宝莲·高黛（1910年6月3日—1990年4月23日)，美国电影女演员。1940年代，她是派拉蒙电影公司的主要影星。她曾有过多次婚姻，包括查理·卓别林等人。

## 少女时期
宝莲·高黛生于美国纽约皇后区，父亲为俄国犹太人后裔约瑟夫·拉塞尔·利维（Joseph Russell Levy），母亲为祖籍英国的阿尔塔·梅·高黛（Alta Mae Goddard）。在他年幼之时，父母即离异，宝莲由母亲抚养。父亲约瑟夫直到宝莲成名后才与其再次相见，而且父母双方对离婚理由各执一词。宝莲曾在1938年的一次采访中声称约瑟夫不是她的亲生父亲，但1945年12月17日，她向媒体表示父亲起诉了她并胜诉，她每周需要付35美元的生活费给父亲。
还是孩子时她就成为了一个模特，为的是养活一家人。13岁那年她出现在了小弗洛伦茨·齐格菲尔德的齊格飛富麗秀上，并使用了“宝莲·高黛”作为艺名。1927年她就迎来了第一段婚姻，对方是北卡罗来纳州的木材商埃德加·詹姆斯（Edgar James）。1929年，他们离婚，宝莲获得了37.5万美元的离婚补偿。

## 好莱坞生涯
1929年，宝莲正式开始涉足电影界，而1930起她为美高梅工作。1932年她遇到了查理·卓别林，后者成为她事业上的贵人。他们两人于1936年秘密结婚但是并没有拿到结婚证，据信他们可能是在海上或者中国结的婚。在卓别林1936年的电影《摩登时代》中，高黛出演了一个孤儿角色，这让她收获了许多名声。
接下来，大卫·塞尔兹尼克借调她出演了两部电影，在《女人》（Women）中，她获得与诺玛·希拉、琼·克劳馥和罗莎琳德·拉塞尔的共演机会。塞尔兹尼克对她的演技相当满意，甚至考虑让她主演《乱世佳人》里的女主角斯嘉丽。尽管坊间常认为塞尔兹尼克最终选择费雯丽而不是她的理由乃是顾虑到她与卓别林的感情，若让她参与拍摄会导致丑闻；但实际上塞尔兹尼克已经知道费雯丽和劳伦斯·奥利维尔都有外遇，且他希望通过让两人参与自己的电影以撮合他们。亦有说法称塞尔兹尼克是担心与卓别林工作室的法律问题。
1939年，她转投派拉蒙旗下，在卓别林1940年的《大独裁者》中继续饰演女主角——一位犹太女性汉娜（Hannah），该片虽然成为史上经典，斩获五项奥斯卡大奖，但不仅宝莲不在其中，且她和卓别林在此后不久，于1942年在墨西哥和平分手。她在1943年所拍摄的《骄傲欢呼》（So Proudly We Hail!）帮她赢得了一个奥斯卡最佳女配角奖的提名。1944年她与布吉斯·梅迪斯结婚并且这段婚姻持续到1950年。在这期间，她最成功的电影是《华丽转身》（Kitty），在其中她主演一位从小偷逆袭成为阔太太的伦敦女子。
1949年，她与约翰·斯坦贝克成立了蒙特雷电影公司（Monterey Pictures）并演出八部电影，直到1954年淡出主流院线，改在舞台剧和电视出演。

## 晚年
1958年，宝莲嫁给了小说《西线无战事》的作者雷馬克，这段婚姻一直持续到了男方去世。1964年她最后一次拍摄大荧幕电影，1972年，在拍摄完一部电视电影后她退出了演艺事业，并且移居到瑞士。晚年她将自己收集的许多艺术品拿出来拍卖，其中包括一些印象派的收藏。由于她本就拥有丰厚财产，加上雷马克的遗产，她在1980年代成为旧日好莱坞巨星间人人皆知的穿金戴银的名媛，甚至连安迪·沃霍尔亦是她的好友。1990年，她因为肺气肿病逝于瑞士自宅中并就地安葬，墓地与母亲阿尔塔、丈夫雷马克相邻。

## 遗产
尽管宝莲的最终学历仅仅是高中，她还是留下了超过2000万美元的遗产给纽约大学，纽约大学将一栋住宅楼用她的名字命名为高黛楼。她的故居亦得以保存，并计划修建为艺术博物馆。

## 电影作品
- 《摩登时代》，1936年，饰演一个流浪女子。
- 《大独裁者》，1940年，饰演一名犹太人。